# Daryanne Lees
Daryanne Lees Garcia est née le 25 décembre 1986 à San Juan, est un mannequin portoricain-cubain. Elle a représenté Cuba à Miss Grand International 2014 où elle a remporté le titre,,.

## Concours de beauté
Lees avait précédemment participé à Miss Univers Porto Rico 2008 et Miss Terre États-Unis 2014 avant d’être désignée pour représenter Cuba à Miss Grand International 2014, qui s’est déroulé à Bangkok, en Thaïlande, le 7 octobre 2014,.